# Ulrich Mücke
Ulrich Mücke (* 25. März 1965 in Dillenburg) ist ein deutscher Historiker mit einem Schwerpunkt in der Geschichte Lateinamerikas.

Ulrich Mücke studierte von 1988 bis 1994 Geschichte, Politikwissenschaft und Philosophie an der Universität Hamburg. Seine Magisterarbeit behandelte das Indianerbild im peruanischen Liberalismus. Im Juni 1997 wurde er in Hamburg bei Horst Pietschmann und Renate Pieper mit der Arbeit Entstehung, Struktur und Regierungspraxis des Partido Civil Peru, 1871–1879 promoviert. Mücke erhielt 1997 den Kurt-Hartwig-Siemers-Wissenschaftspreis. Von 1997 bis 1998 war er wissenschaftlicher Mitarbeiter an der Universität Hamburg. Von 1999 bis 2001 war er wissenschaftlicher Assistent an der Universität Erfurt. Von 2002 bis 2007 war Mücke Juniorprofessor für Neuere und Neueste Geschichte der Romania an der Universität Göttingen. Im Jahr 2006 war er Gastprofessor an der Universidad Nacional Mayor de San Marcos. Seit 2007 lehrt Mücke als Nachfolger von Pietschmann als Professor für Geschichte Lateinamerikas und der Iberischen Halbinsel am Historischen Seminar der Universität Hamburg.
Seine Forschungsschwerpunkte sind die Geschichte des 19. Jahrhunderts, Atlantische Geschichte, Lateinamerikanische Geschichte, die Geschichte der Selbstzeugnisse in Lateinamerika, Migrationsgeschichte und die Geschichte des internationalen Handels. Von 2012 bis 2016 war er Schriftleiter des Jahrbuchs für Geschichte Lateinamerikas. Mit Jochen Meissner und Klaus Weber legte er eine deutschsprachige Überblicksdarstellung zur Sklaverei im atlantischen Raum vor. Die Autoren vertraten darin die These, dass der atlantische Sklavenhandel und die Plantagensklaverei die Entstehung der modernen Weltwirtschaft erheblich prägten und über lange Zeit das „Zentrum der atlantischen Wirtschaftbeziehungen“ bildeten. Unter der Leitung Mückes wurde das Tagebuch von Heinrich Witt, einem Altonaer Kaufmann, 2015 und 2016 vollständig im englischen Original veröffentlicht. Es ist das umfangreichste in Lateinamerika verfasste Tagebuch, welches heute bekannt ist.

## Schriften
Monographien
- Gegen Aufklärung und Revolution. Die Entstehung konservativen Denkens in der iberischen Welt (1770–1840) (= Lateinamerikanische Forschungen. Band 34). Böhlau, Köln u. a. 2008, ISBN 3-412-20019-0 (Rezension).
- mit Jochen Meissner, Klaus Weber: Schwarzes Amerika. Eine Geschichte der Sklaverei. Beck, München 2008, ISBN 978-3-406-56225-9.
- Der Partido Civil in Peru 1871–1879. Zur Geschichte politischer Parteien und Repräsentation in Lateinamerika (= Studien zur modernen Geschichte. Band 50). Steiner, Stuttgart 1998, ISBN 3-515-07240-3.

Herausgeberschaften
- mit Jörn Arfs: Händler, Pioniere, Wissenschaftler. Hamburger in Lateinamerika (= Hamburger Lateinamerikastudien. Band 1). Lit, Berlin u. a. 2010, ISBN 978-3-643-10617-9.

Quellenedition
- The Diary of Heinrich Witt. 10 Bände. Brill, Leiden u. a. 2015, ISBN 978-9-00430-726-1.